# Плакија
Плакија је у грчкој митологији била фрижанска принцеза. 

## Митологија
Према Аполодору, била је кћерка краља Отреја, а удата за Лаомедонта, са којим је имала децу: Титона, Лампа, Клитија, Хикетаона, Пријама, Хесиону, Килу и Астиоху.